# Félix Gouin
Pour les articles homonymes, voir Gouin.
Félix Gouin, né le 4 octobre 1884 à Peypin dans les Bouches-du-Rhône (France), et mort le 25 octobre 1977 à Nice dans les Alpes-Maritimes (France), est un avocat, militant socialiste, résistant et homme d'État français. Il est président du Gouvernement provisoire de la République française, du 26 janvier au 24 juin 1946.

## Carrière politique

### Troisième République

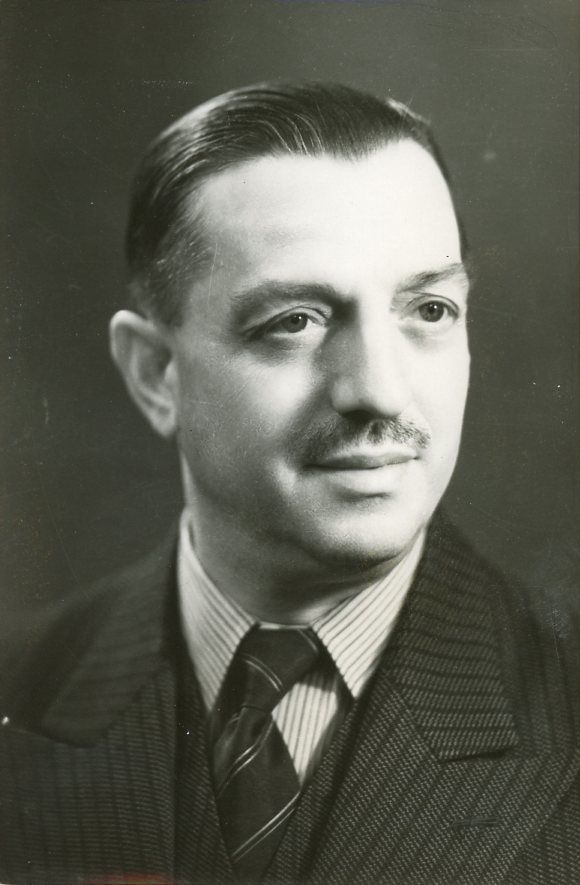
Félix Gouin, député SFIO en 1936.

Fils d'instituteurs laïcs, Félix Jean Gouin est inscrit par ses parents au lycée Thiers de Marseille en tant que boursier. Le baccalauréat réussi, il se tourne vers des études de droit à Aix-en-Provence où il est boursier. Il obtient la licence. En 1902, il s'inscrit au grand cercle socialiste de Marseille, puis adhère à la Section française de l'Internationale ouvrière (SFIO). Avocat, il est inscrit au barreau de Marseille de 1907 à 1953.
Il est initié franc-maçon au sein de la loge Les Arts et l'Amitié au Grand Orient de France Aix-en-Provence.
Félix Gouin, alors âgé de 28 ans, est élu conseiller général des Bouches-du-Rhône en 1911.
Il est élu maire d'Istres en 1919, et est constamment réélu jusqu'à son retrait de la vie politique, exception faite de la période du régime de Vichy. En 1924, il est élu député des Bouches-du-Rhône, mandat qu'il conserve également toute sa carrière, sauf sous le régime de Vichy. En 1938, il devient vice-président du groupe socialiste à la Chambre des députés.

### Résistance et Libération
En 1940, il fait partie des quatre-vingts parlementaires à refuser les pleins pouvoirs au maréchal Pétain. Au procès de Riom de 1942, il assure la défense de Léon Blum dont il est l'ami intime.
En mars 1941, il cofonde le Comité d'action socialiste avec Daniel Mayer. Il est incarcéré pendant trois mois au Camp de concentration Miranda de Ebro en Espagne, alors qu'il cherchait à rejoindre l'Angleterre. Il rejoint finalement Londres, puis Alger où il préside la Commission de réforme de l'État du Comité français de la Libération nationale qui établit entre autres le texte instituant une Assemblée consultative provisoire, dont il est élu président le 10 novembre 1943.
En octobre 1944, l'Assemblée consultative provisoire, désormais installée à Paris, le réélit à sa présidence. En octobre 1945, il est élu député de Marseille (tête de liste socialiste) à la première Assemblée constituante, dont il devient président lors de sa session inaugurale le 8 novembre suivant.

### Présidence du gouvernement provisoire de la République française
Le 23 janvier 1946, alors que le Général de Gaulle vient de démissionner de sa fonction de chef du gouvernement provisoire, il est élu président du 3e gouvernement provisoire, par 497 voix contre 35 à Michel Clemenceau du PRL, 17 à Jacques Bardoux, 3 au général de Gaulle (non candidat) et 3 abstentions. Il exerce de fait une fonction équivalente à celle de chef de l'État. Félix Gouin répartit les portefeuilles entre les trois partis de la coalition et laisse à leurs chefs, Thorez pour le PCF et Bidault pour le MRP, le soin d'en désigner les titulaires, affaiblissant ainsi son autorité sur les membres de son cabinet et renforçant l'influence des partis. Le 29 janvier, son gouvernement (dans lequel il s'est réservé le portefeuille de la Défense), qui comporte 23 ministres d'une coalition communistes-socialistes-MRP (les gaullistes en étant exclus), obtient la confiance de l'Assemblée par 503 voix contre 44.
Son gouvernement fait voter la nationalisation de l'électricité et du gaz (création d'EDF et de GDF), des bassins houillers non nationalisés en 1944, et de trente-quatre compagnies d'assurance. Il fait également adopter la loi Marthe Richard.
Son nom est mêlé au retentissant « scandale du vin », à la suite de sa mise en cause par l'homme politique Yves Farge, et il n'occupe plus de fonctions de premier plan.

### Fin de carrière
Au début de la Quatrième République, il participe à plusieurs gouvernements et, par la suite, il exerce différents mandats : député, maire, membre de la délégation française à la 11e session de l'Assemblée générale des Nations unies à New York en 1956.
En 1958, il vote non au référendum constitutionnel, en opposition avec la majorité de la SFIO. Il renonce ensuite à toute carrière politique et démissionne de tous ses mandats. Il se retire à Nice avec son épouse, née Laure Baudouin (petite-fille d'Eugène Baudouin, maire de Vanves et conseiller général de la Seine et cousine du psychanalyste franco-suisse Charles Baudouin), qui meurt en 1971, à l'âge de 74 ans.

### Mort et hommage
Félix Gouin meurt le 25 octobre 1977, à l'âge de 93 ans. Ses traits nous restent fixés par le portrait qu'en peignit Jean Julien.
Un hommage lui est rendu, à Peypin, son village natal, le samedi 16 septembre 2017, par l'inauguration d'une plaque commémorative sur la façade de la maison où il est né, à l'occasion des Journées européennes du patrimoine.

## Récapitulatif des fonctions

### Fonctions gouvernementales
- Président du Gouvernement provisoire de la République Française, du 26 janvier 1946 au 24 juin 1946.
- Vice-président du Conseil du gouvernement Georges Bidault I,  et ministre de la Défense nationale du 24 juin 1946 au 16 décembre 1946.
- Ministre d'État, commissaire général au Plan du gouvernement Léon Blum III, du 16 décembre 1946 au 22 janvier 1947.
- Ministre d'État, président du Conseil du Plan du gouvernement Paul Ramadier I, du 22 janvier 1947 au 22 octobre 1947.
- Ministre délégué pour les PTT du gouvernement Paul Ramadier II, du 6 février 1947 au 9 mai 1947.

### Autres mandats
- Maire d'Istres, de 1922 à 1959
- Député socialiste d'Aix-en-Provence, de 1924 à 1940.
- Député des Bouches-du-Rhône, de 1946 à 1958.
- Conseiller général d'Istres, de 1911 à 1958.

## Décorations
- Grand-croix de la Légion d'honneur le 23 janvier 1946, comme président du gouvernement provisoire, grand maître de l'ordre de la Légion d'honneur[8]
- Médaille d'honneur départementale et communale, échelon argent, en tant qu'« ancien président du gouvernement provisoire de la République, député des Bouches-du-Rhône, conseiller général et maire d'Istres » (1955)